# Jigme Drukpa
Jigme Drukpa (Wongchelo, Pemagatshel, 1969) is een Bhutanees zanger en muzikant. Hij bespeelt diverse instrumenten, waaronder de dramyen, de labium en de plantbladfluit, een fluit die is gemaakt van een boomblad. Zijn specialiteit ligt bij de zhungdra, een complexe stijl van Bhutanese volksmuziek. Hij heeft sinds 1993 in meer dan tweehonderd steden in 34 landen optredens gegeven. In Nederland is de hij voornamelijk bekend van zijn bijdrage op "Een manier om thuis te komen" van BLØF, afkomstig van hun album Umoja.

## Vroege leven
In 1993 studeerde Drukpa af van het Sherubtse College in Kanglung, gelegen in het district Trashigang. Vervolgens ging hij in Noorwegen studeren. Hij studeerde volksmuziek op de Raulandsakademiet en etnische muziek op de Griegakademiet, en keerde in 1999 terug naar Bhutan als de eerste etno-musicoloog van het land.

## Carrière
In 1989 produceerde Drukpa de eerste muziek die massaal werd uitgebracht in Bhutan; hij nam honderd cassettebandjes op, die werden uitgebracht om op een walkman te kunnen worden afgespeeld. In 1998 werd hij tevens de eerste Bhutanees die digitaal muziek opnam. In mei 2005 werkte de groep samen met BLØF op het nummer "Een manier om thuis te komen", afkomstig van het album Umoja, dat in 2006 verscheen.
Naast zijn activiteiten in de muziek heeft Drukpa in twee Bhutanese films geacteerd. In 2003 was hij te zien in Travellers and Magicians, waarvoor hij tevens de muziek schreef, terwijl hij in 2016 speelde in Hema Hema: Sing Me a Song While I Wait. Beide films zijn geregisseerd door Khyentse Norbu. Ook was hij in 2006 te zien in de documentaire BLØF in Bhutan, waarin hij met BLØF een concert geeft in zijn thuisland.
In 2013 werd Drukpa erkend als "uitstekend muzikant" door de Bhutanese Loden Foundation, en werd hij door de organisatie uitgeroepen tot "ondernemer van het jaar".

## Discografie

### Albums
- 1998: Endless Songs from Bhutan
- 2003: Folk Songs from Bhutan
- 2011: Homage
- 2016: Bhutan Himalaya - Folk Music from Bhutan

### Hitnoteringen

#### Singles
| Single met eventuele hitnotering(en) in de Nederlandse Top 40 | Datum van verschijnen | Datum van binnenkomst | Hoogste positie | Aantal weken | Opmerkingen                         |
| ------------------------------------------------------------- | --------------------- | --------------------- | --------------- | ------------ | ----------------------------------- |
| Een manier om thuis te komen                                  | 17-11-2006            | 25-11-2006            | 5               | 8            | met BLØF Nr. 8 in de Single Top 100 |

#### NPO Radio 2 Top 2000
| Nummer met noteringen in de NPO Radio 2 Top 2000 | '09  | '10-'11 | '12  | '13  |
| ------------------------------------------------ | ---- | ------- | ---- | ---- |
| Een manier om thuis te komen (met BLØF)          | 1631 | -       | 1785 | 1836 |

1. ↑  Een '-' betekent dat het nummer niet was genoteerd en een vetgedrukt getal geeft de hoogste notering aan.
2. ↑  2009 was het eerste jaar met een notering voor dit nummer.
3. ↑  Deze tabel is bijgewerkt tot en met de laatste editie (2024).